# EuroBasket de 1949
O EuroBasket 1949 também conhecido como FIBA Campeonato Europeu foi a sexta edição da competição continental organizada pela FIBA Europa e foi sediada no Cairo no Egito.

## Seleções Participantes
| Seleção       | Participações                     | Melhor Resultado |
| ------------- | --------------------------------- | ---------------- |
| Egito         | 2 (1937 e 1947)                   | em 1947          |
| França        | 5 (1935, 1937, 1939, 1946 e 1947) | 4º (1939 e 1946) |
| Grécia        | estreante                         | -                |
| Líbano        | estreante                         | -                |
| Países Baixos | 2 (1946 e 1947)                   | 6º em 1946       |
| Síria         | estreante                         | -                |
| Turquia       | estreante                         | -                |

## Fase Única
| 15 de maio 20:45 |                 | Grécia | 46–28         | Países Baixos |  | Cairo |  |
| 15 de maio 20:45 | Pts: Mattheou 8 |        | Pts: Koper 10 |               |  | Cairo |  |

| 16 de maio 19:30 |               | Egito | 71–44         | Síria |  | Cairo Árbitros: Marcel Pfeuti (SUI) |  |
| 16 de maio 19:30 | Pts: Saleh 24 |       | Pts: Kodsi 14 |       |  | Cairo Árbitros: Marcel Pfeuti (SUI) |  |

| 16 de maio 21:00 |               | Líbano | 36–45            | Grécia |  | Cairo Árbitros: Andre Siener (FRA) e Abdel Wahby (EGY) |  |
| 16 de maio 21:00 | Pts: Arbagy 9 |        | Pts: Mattheou 20 |        |  | Cairo Árbitros: Andre Siener (FRA) e Abdel Wahby (EGY) |  |

| 16 de maio 22:30 |                    | França | 58–25        | Países Baixos |  | Cairo Árbitros: Vittorio Ugolini (ITA) |  |
| 16 de maio 22:30 | Pts: Swidzinski 12 |        | Pts: Hille 8 |               |  | Cairo Árbitros: Vittorio Ugolini (ITA) |  |

| 17 de maio 19:30 |               | Países Baixos | 40–37         | Síria |  | Cairo Árbitros: Andre Siener (FRA) |  |
| 17 de maio 19:30 | Pts: Hille 16 |               | Pts: Kodsi 15 |       |  | Cairo Árbitros: Andre Siener (FRA) |  |

| 17 de maio 21:00 |                    | França | 43–26          | Líbano |  | Cairo Árbitros: Marcel Pfeuti (SUI) |  |
| 17 de maio 21:00 | Pts: Swidzinski 15 |        | Pts: Arbagy 10 |        |  | Cairo Árbitros: Marcel Pfeuti (SUI) |  |

| 17 de maio 19:30 |                 | França | 47–33          | Turquia |  | Cairo Árbitros: Vittorio Ugolini (ITA) |  |
| 17 de maio 19:30 | Pts: Guillou 18 |        | Pts: Ozturk 12 |         |  | Cairo Árbitros: Vittorio Ugolini (ITA) |  |

| 18 de maio 21:00 |               | Líbano | 28–38         | Síria |  | Cairo Árbitros: Andre Siener (FRA) |  |
| 18 de maio 21:00 | Pts: Fawaz 11 |        | Pts: Kodsi 14 |       |  | Cairo Árbitros: Andre Siener (FRA) |  |

| 18 de maio 22:30 |               | Países Baixos | 23–54                | Egito |  | Cairo Árbitros: Marcel Pfeuti (SUI) e Spiridon Camizoulis (GRE) |  |
| 18 de maio 22:30 | Pts: Brandt 8 |               | Pts: Hafez Ismail 16 |       |  | Cairo Árbitros: Marcel Pfeuti (SUI) e Spiridon Camizoulis (GRE) |  |

| 19 de maio 21:30 |                 | França | 41–36            | Grécia |  | Cairo Árbitros: Vittorio Ugolini (ITA) |  |
| 19 de maio 21:30 | Pts: Guillou 17 |        | Pts: Arvanitis 9 |        |  | Cairo Árbitros: Vittorio Ugolini (ITA) |  |

| 19 de maio 21:00 |                   | Líbano | 30–57           | Egito |  | Cairo Árbitros: Marcel Pfeuti (SUI) e Spirydon Camizoulis (GRE) |  |
| 19 de maio 21:00 | Pts: Fathallah 10 |        | Pts: Youssef 11 |       |  | Cairo Árbitros: Marcel Pfeuti (SUI) e Spirydon Camizoulis (GRE) |  |

| 19 de maio 22:30 |                | Síria | 33–43          | Turquia |  | Cairo Árbitros: Andre Siener (FRA) |  |
| 19 de maio 22:30 | Pts: Charaf 12 |       | Pts: Ozturk 22 |         |  | Cairo Árbitros: Andre Siener (FRA) |  |

| 20 de maio 19:30 |                     | Líbano | 22–34       | Países Baixos |  | Cairo |  |
| 20 de maio 19:30 | Pts: Diarbekirian 6 |        | Pts: Brandt |               |  | Cairo |  |

| 20 de maio 21:00 |                | Turquia | 44–57                | Egito |  | Cairo |  |
| 20 de maio 21:00 | Pts: Ozturk 25 |         | Pts: Hafez Ismail 18 |       |  | Cairo |  |

| 20 de maio 22:30 |               | Síria | 45–49              | Grécia |  | Cairo |  |
| 20 de maio 22:30 | Pts: Kodsi 18 |       | Pts: Taliadoros 20 |        |  | Cairo |  |

| 21 de maio 19:30 |                | Turquia | 38–24           | Países Baixos |  | Cairo |  |
| 21 de maio 19:30 | Pts: Ozturk 16 |         | Pts: Losekoot 7 |               |  | Cairo |  |

| 21 de maio 21:00 |                 | Egito | 50–39            | Grécia |  | Cairo |  |
| 21 de maio 21:00 | Pts: Youssef 14 |       | Pts: Mattheou 10 |        |  | Cairo |  |

| 21 de maio 22:30 |                | França | 56–22         | Síria |  | Cairo |  |
| 21 de maio 22:30 | Pts: Devoti 15 |        | Pts: Kodsi 12 |       |  | Cairo |  |

| 22 de maio 19:00 |                | Turquia | 48–41         | Líbano |  | Cairo |  |
| 22 de maio 19:00 | Pts: Ozturk 20 |         | Pts: Mamou 13 |        |  | Cairo |  |

| 22 de maio 20:30 |                 | França | 36–57         | Egito |  | Cairo Árbitros: Vittorio Ugolini (ITA) |  |
| 22 de maio 20:30 | Pts: Buffiere 9 |        | Pts: Saleh 16 |       |  | Cairo Árbitros: Vittorio Ugolini (ITA) |  |

## Classificação Final
| # | Seleção       | V-D |
| - | ------------- | --- |
| 1 | Egito         | 6-0 |
| 2 | França        | 5-1 |
| 3 | Grécia        | 4-2 |
| 4 | Turquia       | 3-3 |
| 5 | Países Baixos | 2-4 |
| 6 | Síria         | 1-5 |
| 7 | Líbano        | 0-6 |

## Campeão
| EuroBasket 1949 Campeões |
| ------------------------ |
| Egito 1º Titulo          |